# 萨库尔维耶勒
萨库尔维耶勒（法語：Saccourvielle，法語發音：[sakuʁvjɛl]）是法国上加龙省的一个市镇，属于圣戈当区。

## 地理
萨库尔维耶勒（42°48'56"N, 0°33'43"E）面积3.41 平方千米，位于法国奧克西塔尼大區上加龙省，该省份为法国西南部内陆省份，西南端与西班牙接壤，自此顺时针与上比利牛斯省、热尔省、塔恩-加龙省、塔恩省、奥德省和阿列日省接壤。
与萨库尔维耶勒接壤的市镇（或旧市镇、城区）包括：昂蒂尼亚克、邦克德苏埃德叙、卡扎里伊-拉斯佩讷、穆斯塔容、圣保罗杜韦伊、特雷邦德吕雄。

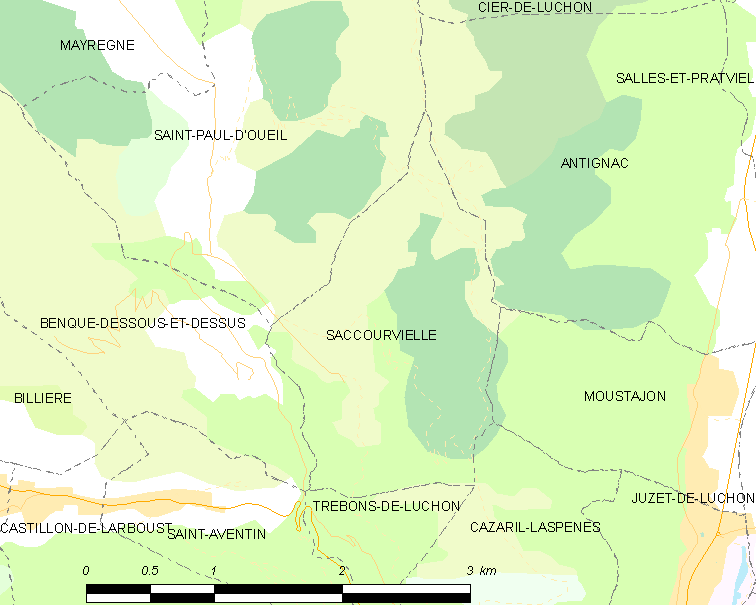
萨库尔维耶勒的OSM定位图

萨库尔维耶勒的时区为UTC+01:00、UTC+02:00（夏令时）。

## 行政
萨库尔维耶勒的邮政编码为31110，INSEE市镇编码为31465。

## 政治
萨库尔维耶勒所属的省级选区为巴涅尔德吕雄县。

## 人口

1962-2008年间萨库尔维耶勒人口变化图示

萨库尔维耶勒于2022年1月1日时的人口数量为22人。